# Atłasowy trzewiczek

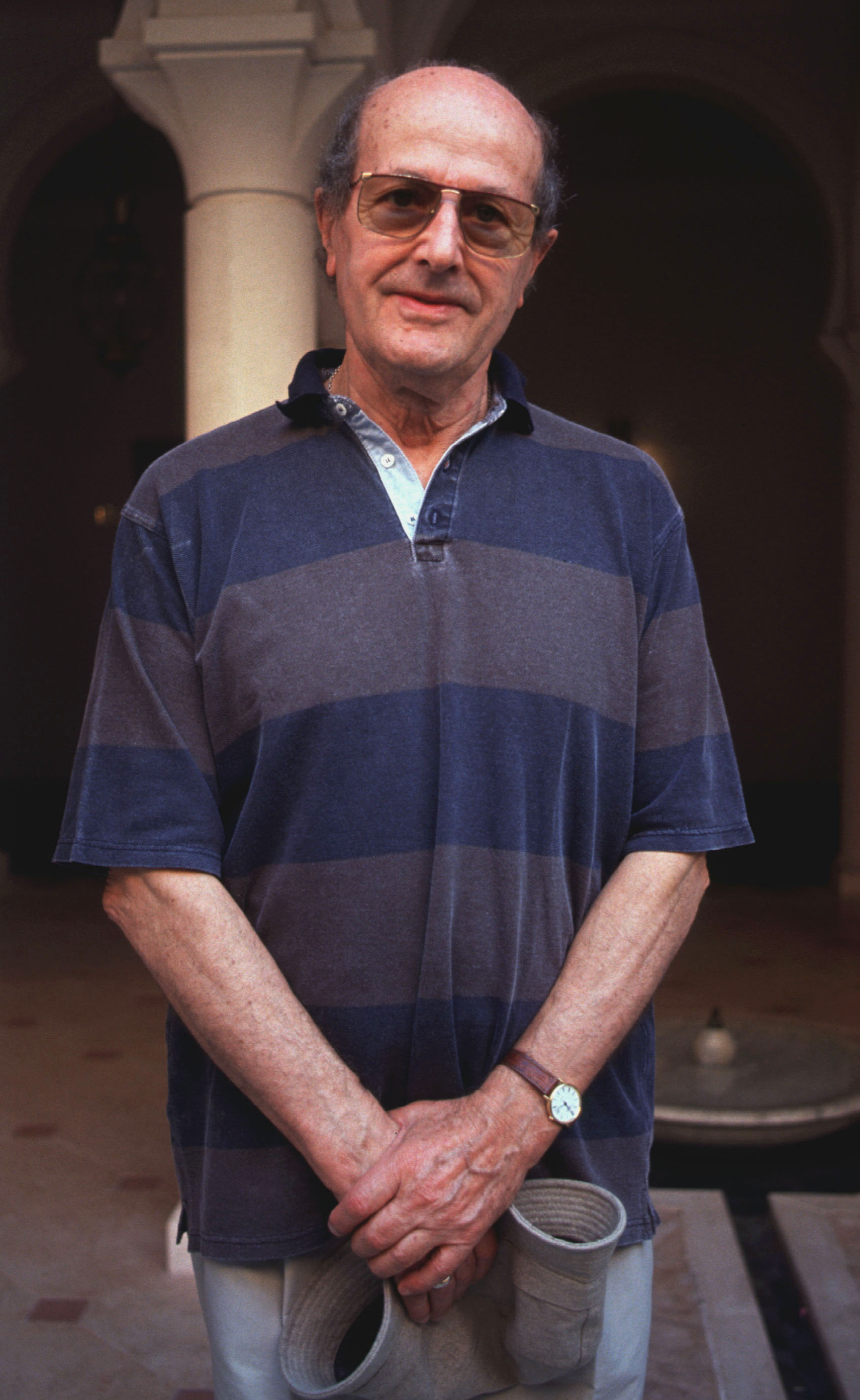
Manoel de Oliveira w 1991

Atłasowy trzewiczek (fr. Le soulier de satin) – francusko-portugalsko-niemiecko-szwajcarski film fabularny z 1985 roku w reżyserii Manoela de Oliveiry.

## Fabuła
Doña Prouhèze, żona arystokraty, jest zakochana w Don Rodrigue, który musi wyjechać z Hiszpanii do Ameryki. Prouhèze natomiast zostaje wysłana do Afryki, gdzie ma zarządzać miastem Mogador. Dziesięć lat później Rodrigue postanawia wybrać się do Afryki w poszukiwaniu kochanki, ale dowiaduje się, że ta umarła i ostatecznie spotyka się z jej córką.
Film jest adaptacją monumentalnego dramatu pod tym samym tytułem autorstwa Paula Claudela z 1929. Dzieło było rzadko wystawiane z uwagi na objętość (pełna wersja miała siedem godzin). Również film miał dwie wersje: kinową (2:40 godziny) prezentowaną na 38. MFF w Cannes w 1985 i pełną (6:50 godzin), zaadaptowaną na siedmioodcinkowy miniserial. Jest to metafizyczna opowieść o niemożliwej do spełnienia miłości, osadzona w realiach XVI-wiecznej Hiszpanii. Idealna miłość Doñi Prouhèze i Don Rodrigue'a możliwa jest do realizacji tylko w przestrzeni kosmosu, wśród gwiazd. Inaczej niż w Tristanie i Izoldzie lub Romeo i Julii, bohaterowie nie są zbuntowani przeciw losowi i historii, rozdzielających kochanków w początkowych chwilach szczęścia. Ich uczucia nigdy nie zostaną fizycznie skonsumowane, będą tylko sprawdzianem wierności, pretekstem do pozbycia się doczesnych ułomności oraz osiągnięcia niebiańskiej czystości i pełni. Ich miłość ma sens jedynie wówczas, gdy jest jednoczesną próbą połączenia się z Bogiem. Manoel de Oliveira stwierdził: dramat Claudela pobudził mnie do tego, by zmierzyć się naraz z problemem miłości i problemem władzy.

## Obsada
W filmie w głównej roli został obsadzony brytyjski aktor Terence Stamp. W epizodzie filmu znalazła się również matka reżysera.
- Luís Miguel Cintra jako Don Rodrigue,
- Patricia Barzyk jako Doña Prousique,
- Anne Consigny jako Marie des Sept-Epées,
- Anne Gautier jako Dona Mumille,
- Bernard Alane jako wicekról Neapolu,
- Jean-Pierre Bernard jako Don Camille,
- Marie-Christine Barrault jako księżyc,
- Isabelle Weingarten jako Anioł Stróż,
- Henri Serre jako pierwszy król,
- Jean-Yves Bertheloot jako drugi król,
- Catherine Jarrett jako pierwsza aktorka,
- Anny Romand jako druga aktorka,
- Bérengére Jean jako niegodziwa,
- Frank Oger jako Don Pélage,
- Jean Badin jako Don Balthazar[4].

## Produkcja
Obraz został zrealizowany na taśmie 16 mm, na zaproszenie francuskiego ministra kultury Jacka Langa. Kosztował 5 miliardów lirów (około 3 miliony dolarów) i został nakręcony w przeznaczonej do rozbiórki hali zdjęciowej, częściowo już zniszczonej. Scenografia była wyjątkowo rozbudowana i mocno teatralna. Zbudowano m.in. karawele, delfiny i polistyrenowe, falujące morze. Za pomocą pięćdziesięciu zasłon reżyser zbudował tła występujące w Hiszpanii i Portugalii z różnymi odcieniami nieba i ziemi. Uszyto ponad trzysta strojów, przy czym niektóre z nich ważyły ponad dziesięć kilogramów. Zespół aktorski składał się ze 120 aktorów, w tym 90 pochodzących z teatrów francuskich. Był to największy zespół, jakim dotąd kierował de Oliveira.

## Recenzje
Według francuskiego kompozytora Raymonda Lefèvre'a fascynacja reżysera tekstem literackim zaowocowała teatralną konwencją, potwierdzoną aż do abstrakcji, tak w architekturze kadrowania, jak i w statycznym przedstawieniu postaci, istniejących jedynie przez tekst i dla niego samego. De Oliveira nie chciał znacząco przekształcać sztuki Claudela i czynić z niej scenariusza do filmu. Kinematografia jest tu zaledwie ochronnym pozorem w służbie nadrzędnej prozy. Stylizacja jest niemalże prowokacją. Aktorzy, we wspaniałych historycznych kostiumach, nieruchomieją niczym kandelabry przed kamerą, która staje się obojętnym i nieruchomym świadkiem. Twórca nie korzysta w zasadzie z możliwości zmian planów. Tekst Claudela jest wypowiadany tonem deklamatorskiej recytacji. Lefèvre wskazuje, że ta niekończąca się, wielka masa słów wywołała [w nim] nudę równie bezmierną, co irytującą. Georges Brassens mówił to samo w o wiele krótszych wierszach.
Jeden z krytyków BFI nazwał produkcję zniechęcająco monumentalnym przedsięwzięciem oraz jednym z wielkich "filmów-monstrów".
Fred Camper z „Chicago Readera” stwierdził, że ten oszałamiająco piękny obraz jest czymś więcej niż historią miłosną. Opowiada on także o próbie podboju planety przez królewską Hiszpanię dla Chrystusa. Siła filmu tkwi według niego w napięciu pomiędzy elementami, które wydają się czynić jego bohaterów „prawdziwymi” – wyrazistością zmysłowych kolorów i scenografii oraz długich ujęć – i jednoczesnego przedstawiania ich jako sztucznych konstrukcji.